# Бранкатисано, Ричард
Ричард Питер Бранкатисано (англ. Richard Peter Brancatisano, 29 октября 1983; Австралия, Сидней, Новый Южный Уэльс) — австралийский актёр и музыкант. Наиболее известен ролью Ксандера Блая, зелёного мистического рейнджера, в телесериале «Могучие рейнджеры: Мистическая сила».

## Биография
Ричард родился 29 октября 1983 года в Новом Южном Уэльсе, Австралия, в семье отца итальянца и матери австралийки.
Его интерес к драматическому искусству начался в раннем возрасте, и он появился в нескольких мюзиклах и пьесах в своей средней школе, The King’s School в Парраматте.
Перед появлением в Могучих Рейнджерах: Мистическая сила, Ричард выступал в роли Кори в сезоне 2005 года «Boyband: The Musical», поставленном австралийской театральной труппой Ricochet Working Productions, и в театральной постановке «Вин» в качестве главного героя Вин. Он проучился три года в Театре Nepean.
В австралийских театральных и музыкальных кругах он также известен как «Ричи Бранко». Он гастролировал с New Zealand Artist (Gin Wigmore).
Также появлялся в международном детском сериале «Принцесса-слон» (2 сезон) в роли Калеба и в фильме «Дома и в гостях» в роли принца Витторио Секка.
Он — главный герой своей роли в популярной австралийской постановке, ставшей сенсацией большого экрана, Alex & Eve 2015, сценарист.

## Фильмография

### Фильмы
- Эта девушка в Пустыне (Рогатый Человек), (Короткометражный, 2006)

- Белая линия (Томмо), (Короткометражный, 2009)

- Купидон (Амур), (Короткометражный, 2009)

- Чем заняться (Пит), (Короткометражный, 2011)

- Приманка 3D (Рори), (2012)

- Хэмиш Андерсон: Маленькая ложь (Ведущий ток-шоу (короткометражный, 2015)

- Алекс и Ева (Алекс, 2015)

### Телевидение
- Белый воротничок Синий (Дарси Уорт), (2003)
- Двойной кулак (террорист), (2004)
- Могучие рейнджеры: Мистическся сила (Ксандер Блай / зелёный мистический рейнджер), (2006)
- Могучие рейнджеры: Операция «Овердрайв» (Ксандер Блай / Зеленый мистический рейнджер), «Однажды рейнджер: части 1 и 2» (2007)
- Дома и в гостях (Тео Барретт), 1 эпизод (2007)
- Дома и в гостях (Принц Витторио Сека). Повторяющаяся роль (2010)
- Принцесса-слон (Калеб) — главная роль, (сезон 2), (2011)
- Изнанка: Бритва (Гвидо Каллетти), главная роль (2011)
- Капающий в шоколаде (Саксон Блейк, 2012)
- Рифовые доктора (доктор Рик Д’Алессандро, главная роль, 2013)
- Академия танцев (Рис О’Лири). Повторяющаяся роль (2013)
- В погоне за жизнью (Доминик Руссо). Главная роль (2014—2015)
- Борющиеся серверы (Актёр), (2016)
- Харроу (Сержант. Габриэль Капелло), 1 серия (2018)

## Театральные роли
- Сердца и Бриллианты (Король бриллиантов), (2002)
- Ветер в ивах (Рэтти), (2004)
- Бойбэнд: Мюзикл (Кори), (2005)
- Вин (Вин), (2005)

## Награды и номинации
- Teen Choice Award в номинации «Choice TV: Лучший актёр нового сериала»